# Neander Motorfahrzeuge

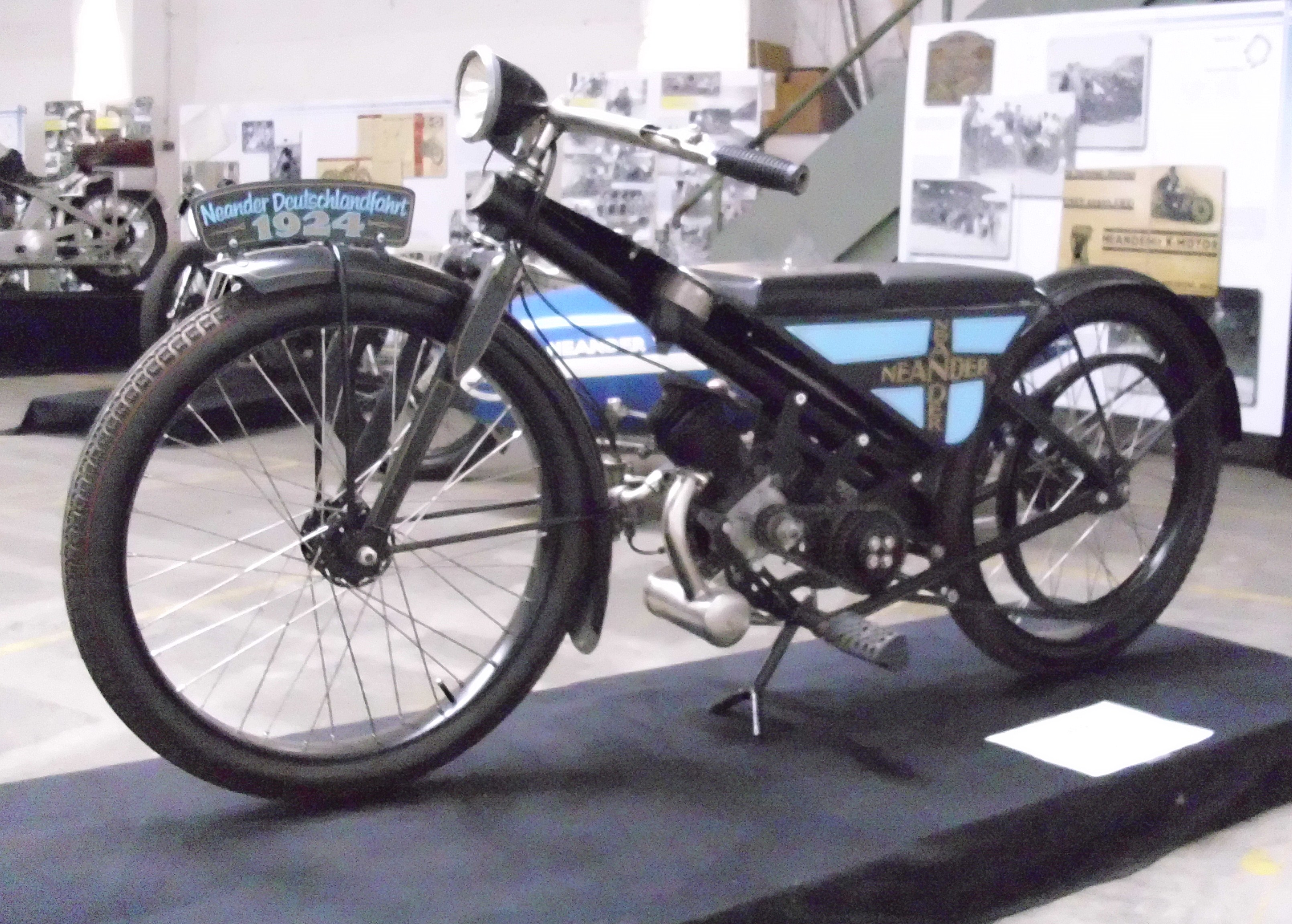
Neander P 1 von 1924

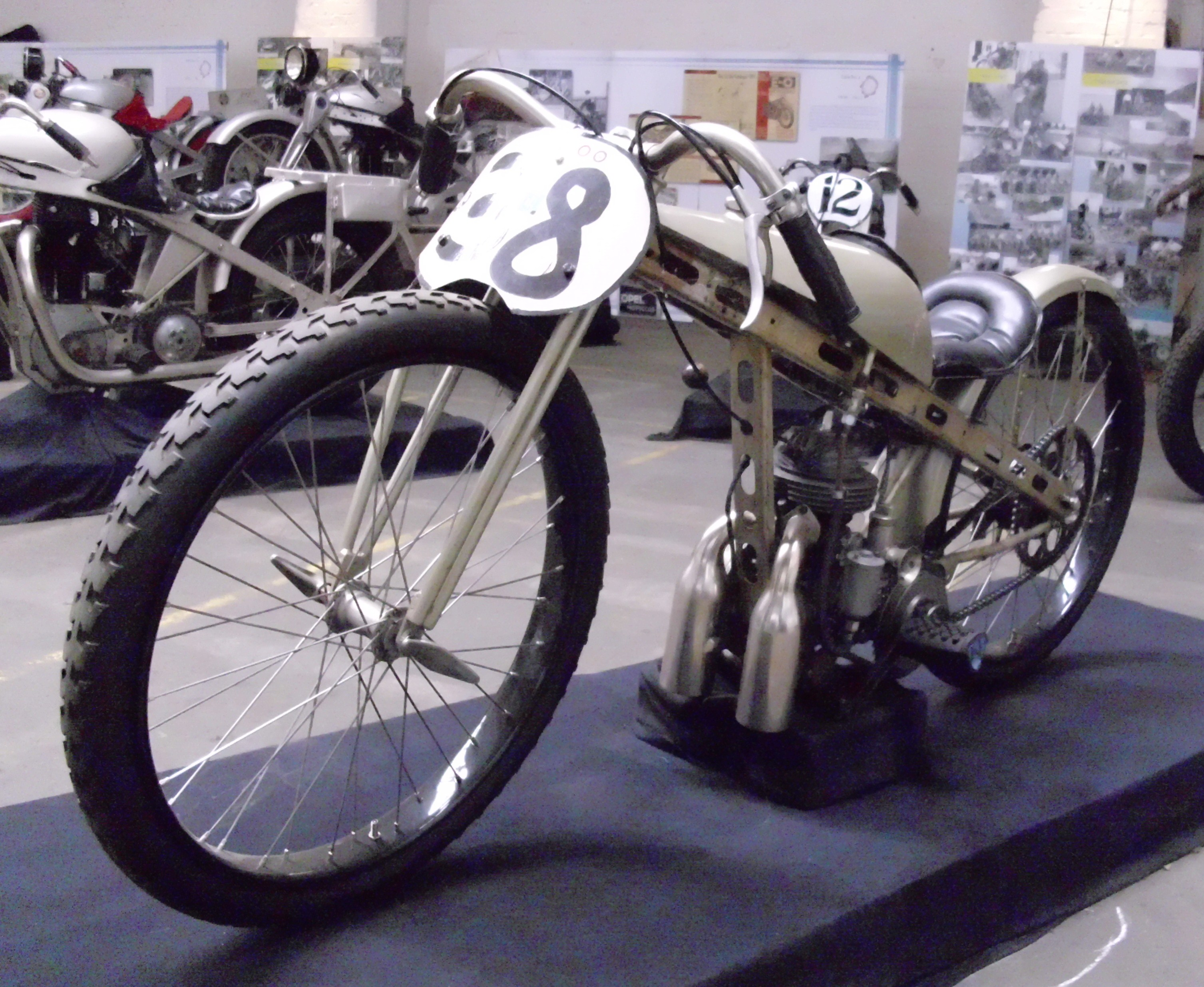
Neander Bahnrennmotorrad von 1928

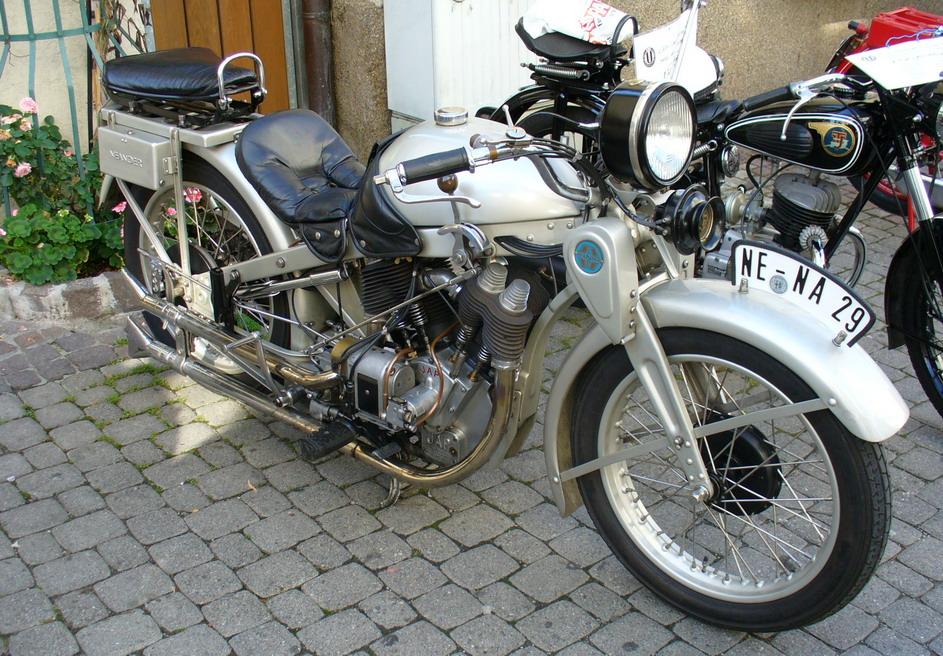
Neander P3 Motorrad von 1929

Die Neander Motorfahrzeuge GmbH war ein deutsches Unternehmen, das Motorräder und Automobile herstellte.

## Unternehmensgeschichte
Ernst Neumann-Neander gründete das Unternehmen 1924 in Euskirchen. 1926 erfolgte der Umzug nach Düren-Rölsdorf. 1939 wurde die Produktion kriegsbedingt unterbrochen, und spätestens 1954 mit dem Tod von Ernst Neumann-Neander endgültig eingestellt. Insgesamt entstanden etwa 2100 Motorräder sowie etwa 20 bis 25 Automobile.
Von Ernst Neumann-Neander wurde eine Abhandlung zu Stilwandlungen veröffentlicht, in der er etliche Neander-Automobile beschreibt, die teilweise mit anderen Automobilherstellern in der Zeit von 1911 bis 1922 realisiert wurden.

## Fahrzeuge

### Motorräder
Die ersten 1924 erschienenen Modelle wurden auch für die Allright-Werke konstruiert. Spätere Modelle hatten Einbaumotoren von Villiers und J.A.P. Außerdem entstand ein Leichtbau-Motorrad aus Duralumin von den Dürener Metallwerken.
Bekanntheit erlangte allerdings das seit 1926 aus Pressstahl gefertigte Modell P3 mit „Neander-Einheitsrahmen“, das mit Einbaumotoren von 150 bis 1000 cm³ von J.A.P., Villiers, M.A.G. und Küchen ausgerüstet werden konnte. 1928 wurde die Lizenz für diese Rahmen an Opel verkauft, die auf dieser Basis die Opel Motoclub herstellten.

### Fahrmaschinen
In den 1930er Jahren beschäftigte sich das Unternehmen mit der Entwicklung und dem Bau sogenannter Fahrmaschinen, einer Mischung aus Motorrad und Automobil. Mit diesen Fahrmaschinen wurden viele Rennen bestritten. Später entstanden auch Kurvenneiger und Fahrzeuge für Kriegsversehrte.
Bemerkenswert sind Neumann-Neanders drei- und vierrädrige „Fahrmaschinen“. Im Prinzip handelte es sich um aufs Wesentliche reduzierte Automobile, die heute vielleicht als Roadster charakterisiert würden. Das Unternehmen verfolgte mit den Konstruktionen, die es bewusst nicht als Automobil bezeichnet wissen wollte, das Ziel, einen einfachen und erschwinglichen „Volkswagen“ zu schaffen – ein Ziel, das nicht erreicht wurde; Gründe waren der hohe Preis durch die handwerkliche Einzelfertigung und die teils aufwendigen, innovativen Verfahren sowie ein mangelndes Marktinteresse an einem solchen Fahrzeug in einer Zeit, in der Automobile noch als reine Luxusgüter galten.

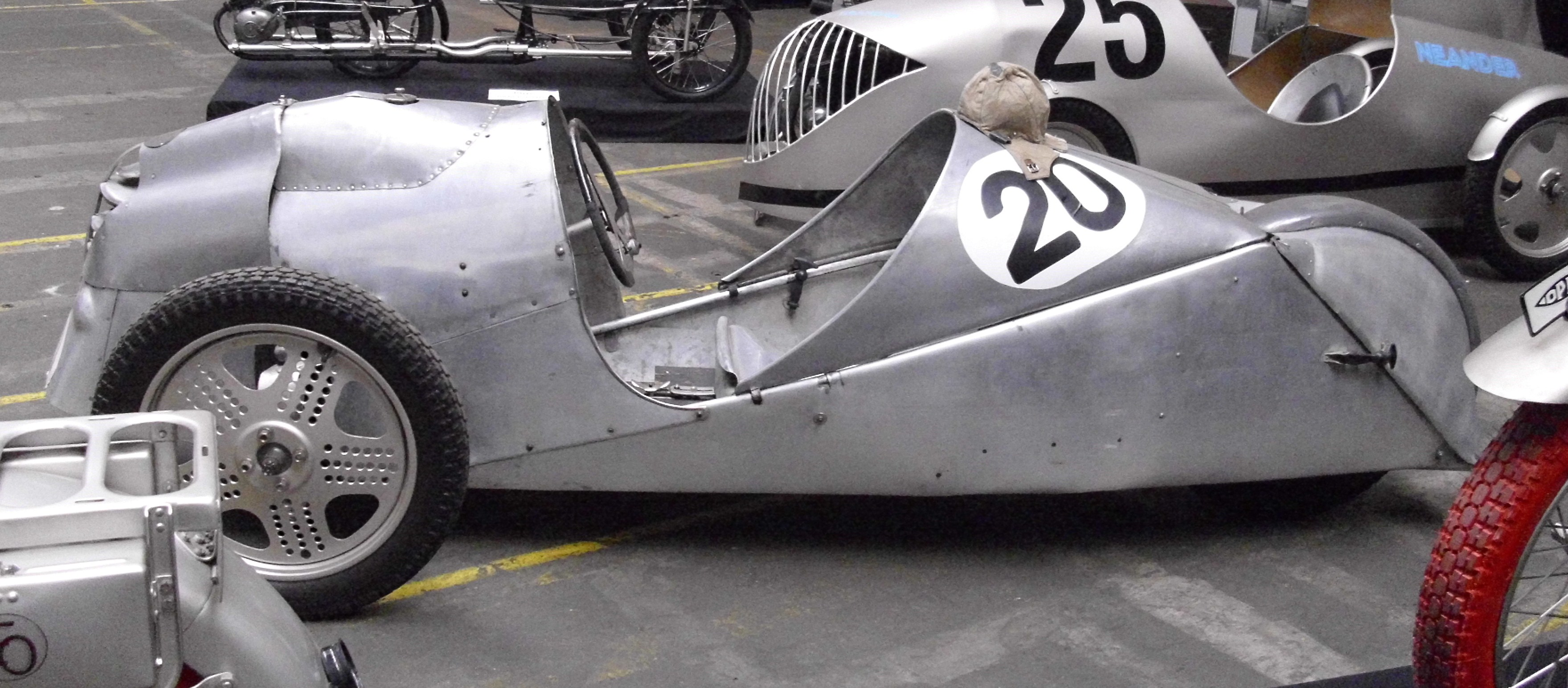
Fahrmaschine mit 3 Rädern. Das einzelne Rad befindet sich hinten.
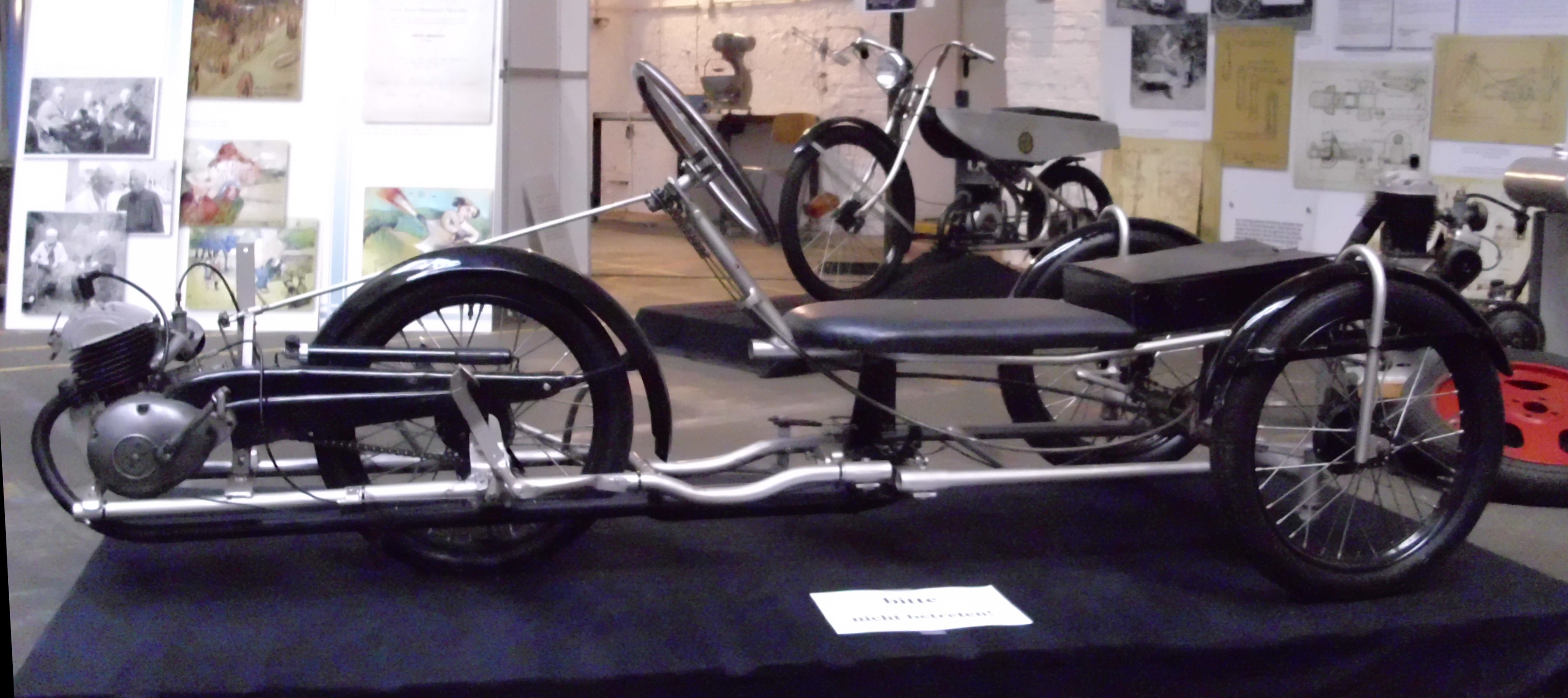
Fahrmaschine mit 3 Rädern. Das einzelne Rad befindet sich vorne, und der Motor noch davor. Karosserie fehlt.
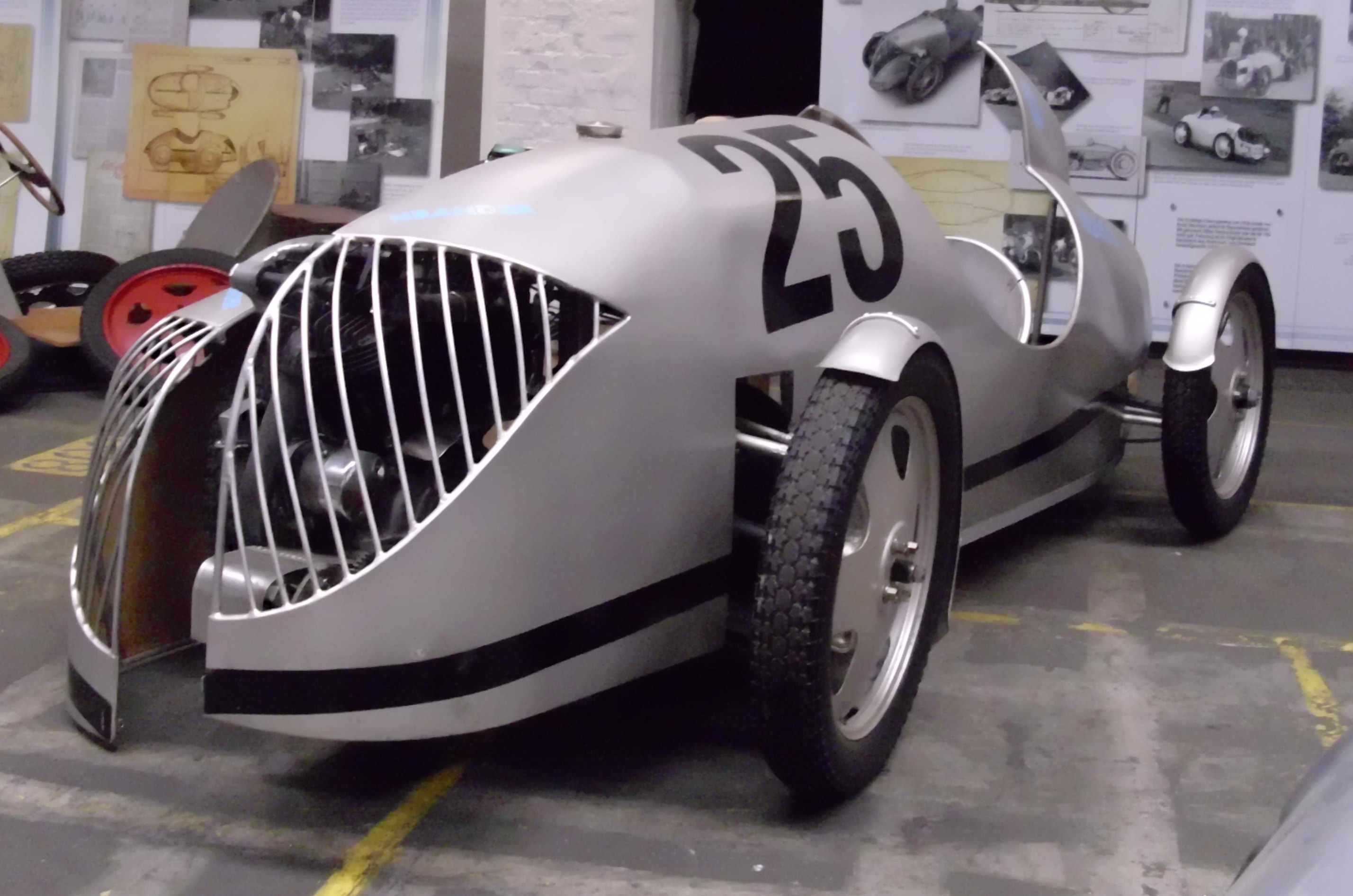
Fahrmaschine mit 4 Rädern. Die rechte Karosseriehälfte ist abgenommen.
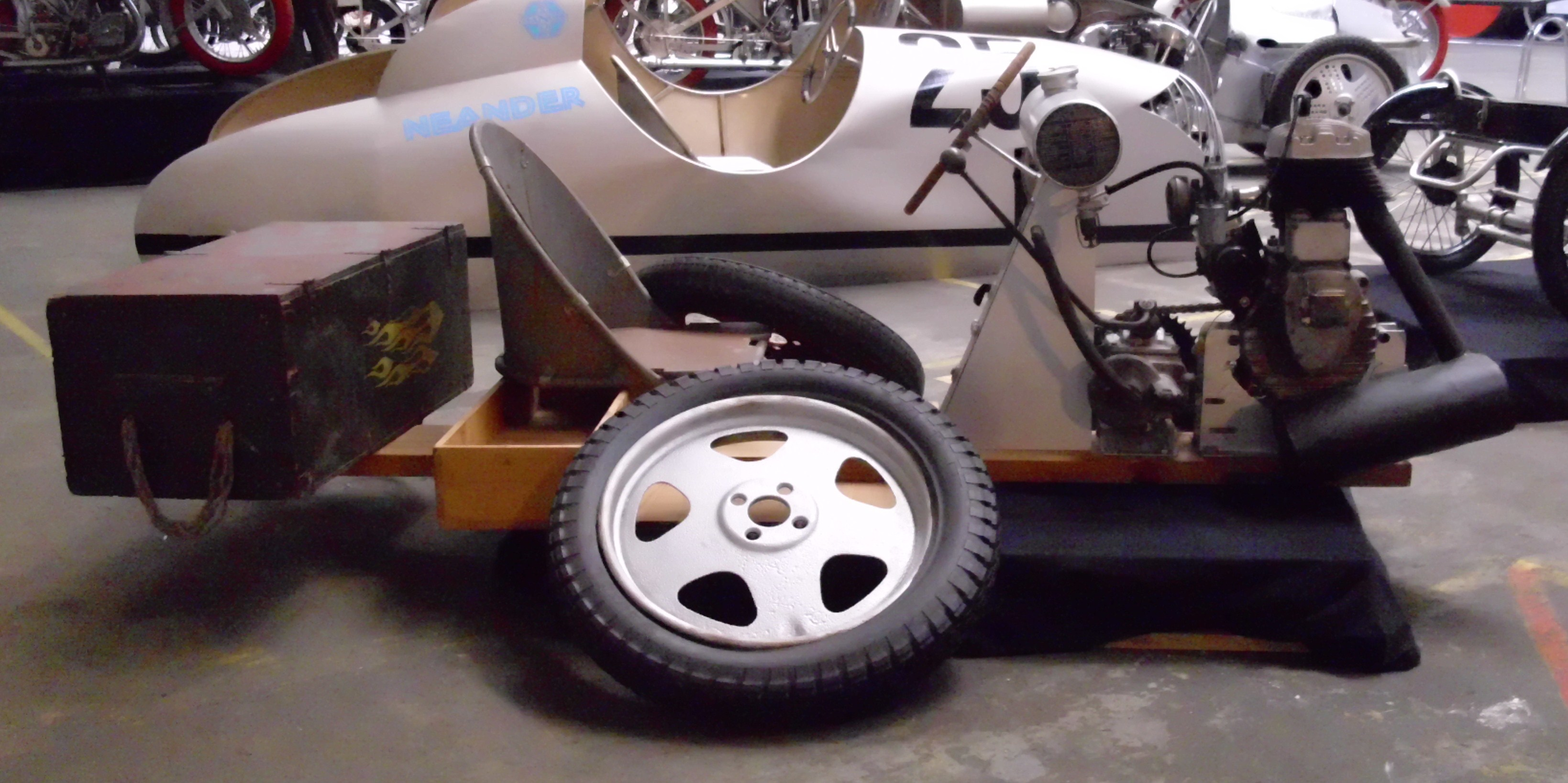
Bausatz für einen Selbstbau-Neander.

## Ausstellung
Im Jahre 2012 fand im Technik-Museum Kassel eine Sonderausstellung statt. Dort waren vier Fahrmaschinen sowie elf Motorräder dieses Herstellers ausgestellt.